# Apophorhynchus flaviceps
Apophorhynchus flaviceps är en tvåvingeart som först beskrevs av Macquart 1846.  Apophorhynchus flaviceps ingår i släktet Apophorhynchus och familjen Ropalomeridae.
Artens utbredningsområde är Colombia. Inga underarter finns listade i Catalogue of Life.